# أزمة الصهيونية
أزمة الصهيونية هو كتاب صدر عام 2012 لبيتر بينارت. يصف الكتاب آراء بينارت حول الصراع الإسرائيلي الفلسطيني. على وجه الخصوص، يؤكد بينارت أن السياسات التي ينادي بها الصهاينة خاصة في ظل حكومة بنيامين نتنياهو الليكود تتعارض بشكل متزايد مع المثل الليبرالية. ويشير إلى المستوطنات الإسرائيلية في الضفة الغربية كأحد الجوانب المقلقة لهذه السياسة.
نشأ الكتاب بقطعة نُشرت في مجلة نيويورك ريفيو أوف بوكس عام 2010 بعنوان «فشل المؤسسة اليهودية الأمريكية».
تم استقبال الكتاب بشكل غير موات من قبل العديد من الجماعات الموالية لإسرائيل. وزاد هذا الانتقاد عندما دعا بينارت إلى مقاطعة مستوطنات الضفة الغربية.